# Хронос
Хронос (др.-греч. Χρόνος «время») — персонификация времени в досократической философии и более поздней литературе. Действует в орфической теогонии, порождает Эфир, Хаос и Эреб. У орфиков Нестареющий Хронос именуется также Гераклом и Драконом-Змеем. Упомянут в орфическом гимне к Мусею (ст. 29). Отец Хор.
По Ферекиду Сирскому, Хронос — одно из трёх первоначал, создал из своего семени огонь, пневму и воду.
По одному из описаний, Хаос породил самое древнее, что было в нашей начинающейся Вселенной — Время. Эллины звали его Хронос. И теперь уже всё происходило во времени, так как пространство ещё только зарождалось. Хронос породил три стихии — Огонь, Воздух и Воду. Но это уже после того, как появилась Земля.
Позднее отождествлялся с Кроносом на основании созвучия имён.

## Мифическая космогония
В орфической космогонии, Хронос порождает Эфира и Хаоса и делает из них серебряное яйцо. Из него вышел перворожденный из богов Фанет (другие имена его — Эрот, Метис, Эрикапей), который родил первое поколение богов.
Ферекид Сиросский, автор Семикнижия, признавал вечность начальной троицы богов: Заса (Зевса — эфир), Хтонии (хаос, подземные глубины) и Хроноса (время). Семя Хроноса было помещено в тайнике, из которого производится первое поколение богов.

## Почитание
В древнегреческих Афинах: на двенадцатый день первого месяца (Гекатомбеона) приходились праздники, посвящённые богу Хроносу.